# قياس السمع
قياس السمع (بالإنجليزية: audiometry)‏ (باللاتينية: audīre)‏، بمعنى «سماع» و metria، بمعنى «قياس») هو أحد فروع علم السمع وعلم قياس حدة السمع للاختلافات في شدة الصوت ودرجة الصوت والنقاء النغمي، التي تنطوي على عتبات وترددات مختلفة. عادةً ما تحدد الاختبارات السمعية مستويات السمع لدى الشخص بمساعدة مقياس السمع، ولكنها قد تقيس أيضًا القدرة على التمييز بين شدة الصوت المختلفة أو التعرف على درجة الصوت أو التمييز بين الكلام وضجيج الخلفية. ويمكن أيضا قياس المنعكسات السمعية والانبعاثات الصوتية. تُستخدم نتائج الاختبارات السمعية لتشخيص فقدان السمع أو أمراض الأذن، وغالبًا ما يتم تمثيلها باستخدام مخطط السمع.

## الجهاز السمعي
مكوناته
يتكون الجهاز السمعي من الأنسجة الظهارية والعظمية والوعائية والعصبية والقشرية المخية الجديدة. الانقسامات التشريحية هي قناة الأذن الخارجية والغشاء الطبلي، والأذن الوسطى، والأذن الداخلية، والعصب السمعي الثامن، وأجزاء المعالجة السمعية المركزية للقشرة المخية الحديثة.

عملية السمع
تدخل الموجات الصوتية إلى الأذن الخارجية وتنتقل عبر القناة السمعية الخارجية حتى تصل إلى الغشاء الطبلي، مما يؤدي إلى اهتزاز الغشاء وسلسلة العظيمات السمعية المرفقة. حركة الركاب على النافذة البيضوية تضع الأمواج في سوائل القوقعة، مما يتسبب في اهتزاز الغشاء القاعدي. هذا يحفز الخلايا الحسية لجهاز كورتي، أعلى الغشاء القاعدي، لإرسال نبضات عصبية إلى مناطق المعالجة السمعية المركزية في الدماغ، القشرة السمعية، حيث يتم فهم الصوت وتفسيره.

## اختبار السمع
اختبار قياس السمع يختبر قدرة الشخص على سماع الأصوات.  تختلف الأصوات بناءً على ارتفاع الصوت (شدة الصوت) وسرعة اهتزازات الموجة الصوتية (النغمة). يحدث السمع عندما تحفز الموجات الصوتية أعصاب الأذن الداخلية، ثم ينتقل الصوت على طول المسارات العصبية إلى الدماغ. يمكن أن تنتقل الموجات الصوتية إلى الأذن الداخلية عبر قناة الأذن وطبلة الأذن وعظام الأذن الوسطى (توصيل هوائي). كما يمكن أن تنتقل أيضًا عبر العظام حول وخلف الأذن (توصيل عظمي).
يتم قياس شدة الصوت بالديسيبل (ديسيبل)، بعض الأمثلة تتضمن:
- صوت التنفس الطبيعي حوالي 10 ديسيبل.
- الهمس حوالي 20-30 ديسيبل.
- المحادثة العادية حوالي 60 ديسيبل.
- الغسالة أو غسالة الصحون حوالي 70 ديسيبل.
- محرك دراجة نارية يعمل حوالي 95 ديسيبل.
- الموسيقى الصاخبة (بعض الحفلات الموسيقية) حوالي 80 إلى 120 ديسيبل.
- المحرك النفاث حوالي 140 إلى 180 ديسيبل.

قد تؤدي الضوضاء فوق 70 ديسيبل على مدى فترة طويلة من الوقت إلى إتلاف السمع. يمكن أن تسبب الضوضاء الصاخبة فوق 120 ديسيبل ألماً فوريًا للأذن. يمكن أن تتسبب الأصوات الأعلى من 85 ديسيبل في فقدان السمع بعد بضع ساعات. يمكن أن تسبب الأصوات المرتفعة ألمًا فوريًا، ويمكن أن يتطور فقدان السمع في وقت قصير جدًا.

## أنواع قياس السمع
يمكن قياس السمع عن طريق عدة طرق مختلفة تتضمن ما يلي:
- إكمال استبيان والاستماع إلى الأصوات أو الشوكات الرنانة.
- يمكن أن يساعد اختبار الشوكة الرنانة المتخصص في تحديد نوع فقدان السمع.

يمكن أن يعطي اختبار السمع الرسمي قياسًا أكثر دقة للسمع. يمكن إجراء عدة اختبارات، ومنها ما يلي:
- قياس سمع النغمة النقية (مخطط السمع) - في هذا الاختبار، يتم ارتداء سماعات أذن ملحقة بمقياس السمع. يتم توصيل النغمات النقية إلى أذن واحدة في كل مرة. يطلب من الشخص الإشارة عند سماع صوت. يتم رسم الحد الأدنى من مستوى الصوت المطلوب لسماع كل نغمة. يتم وضع جهاز يسمى مذبذب العظام مقابل عظم الخشاء لاختبار التوصيل العظمي.
- قياس سمع الكلام (speech audiometry)- يختبر هذا قدرة الشخص على اكتشاف وتكرار الكلمات التي يسمعها بواسطة سماعة الرأس (headset) بمستويات مختلفة من الصوت.

## مخططات السمع
نتائج معظم أجهزة قياس السمع تكون رسوماً تخطيطية لبعض الأبعاد المقاسة للسمع، إما بيانيا أو بشكل مجدول.
النوع الأكثر شيوعًا من مخطط السمع هو نتيجة قياس سمع النغمة النقية والذي يرسم عتبات حساسية التردد مقابل السعة لكل أذن إلى جانب عتبات التوصيل العظمي عند 8 ترددات قياسية من 250 هرتز إلى 8000 هرتز. هذا النوع من اختبار السمع هو المعيار الذهبي لتقييم الصمم/فقدان السمع. هناك أنواع أخرى من اختبارات السمع تولد أيضًا رسومًا بيانية أو جداول للنتائج يمكن أن يطلق عليها بشكل فضفاض «مخططات السمع»، لكن المصطلح يستخدم عالميًا للإشارة إلى نتيجة اختبار السمع PTA.

## تقييم السمع
بصرف النظر عن اختبار السمع، يتمثل جزء من وظيفة قياس السمع في تقييم السمع بناءً على نتائج الاختبار. التقييم الأكثر شيوعًا للسمع هو تحديد عتبة السمع، أي مستوى الصوت المطلوب ليكون الصوت بالكاد مسموعًا. يمكن أن يختلف هذا المستوى بالنسبة للفرد على مدى يصل إلى 5 ديسيبل من يوم إلى آخر، لكنه يوفر أداة إضافية ومفيدة في رصد الآثار الضارة المحتملة للتعرض للضوضاء. قد يكون فقدان السمع أحادي الجانب أو ثنائيًا (إصابة أذن واحدة أو الاثنتين)، وقد لا يكون ضعف السمع الثنائي الجانب متماثلاً. إن أكثر أنواع فقدان السمع شيوعًا، نظرًا للتعرض للعمر والضوضاء، تكون عادة ثنائية ومتماثلة.
بالإضافة إلى القياس السمعي التقليدي، يمكن إجراء تقييم السمع باستخدام مجموعة قياسية من الترددات مع تطبيقات الأجهزة المحمولة للكشف عن ضعف السمع المحتمل.

## الحسية والديناميكية النفسية للسمع البشري
المفهومية
تأثير حفلة الكوكتيل.